# Скафтафедль

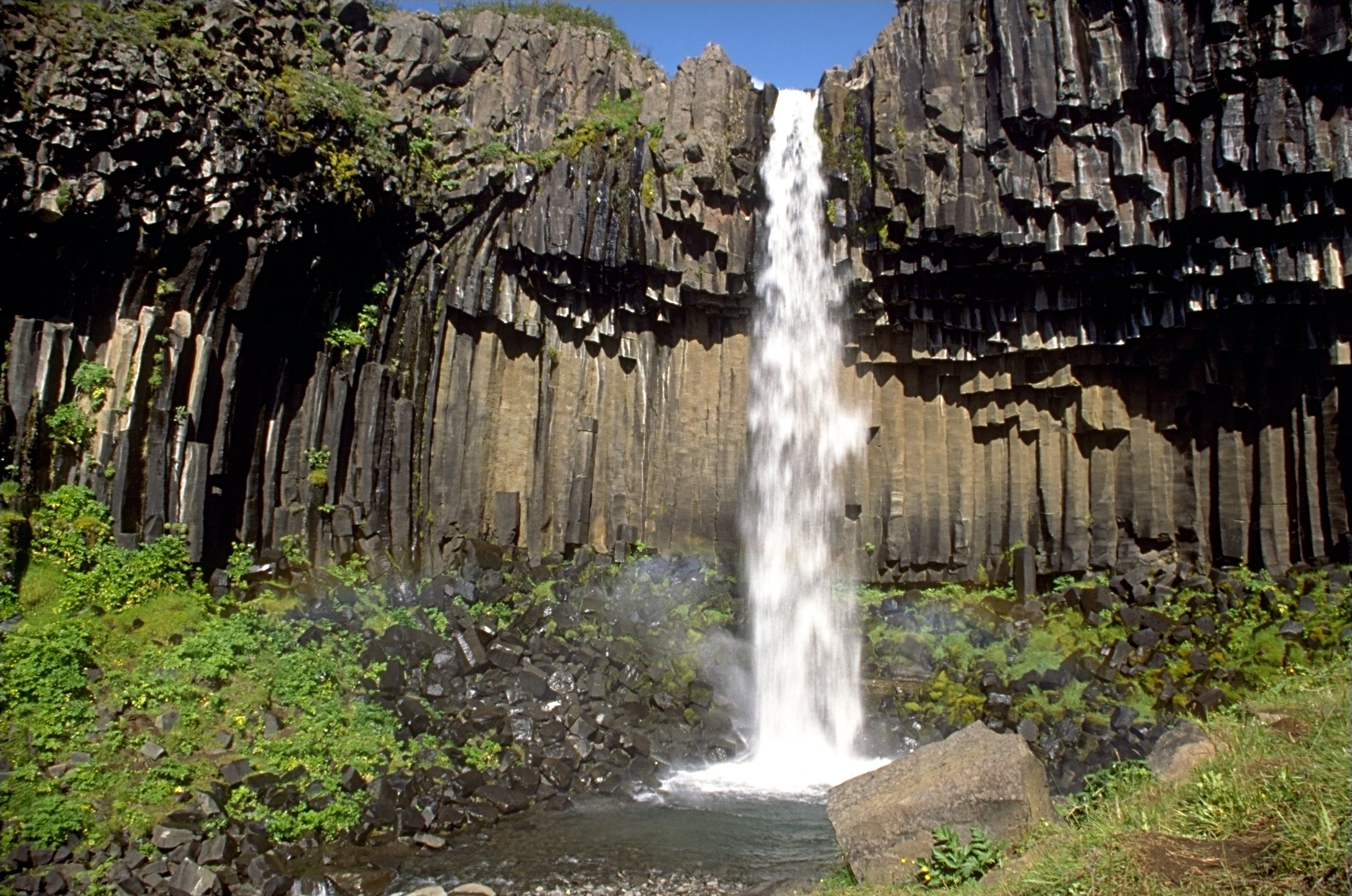
Водопад Свартифосс

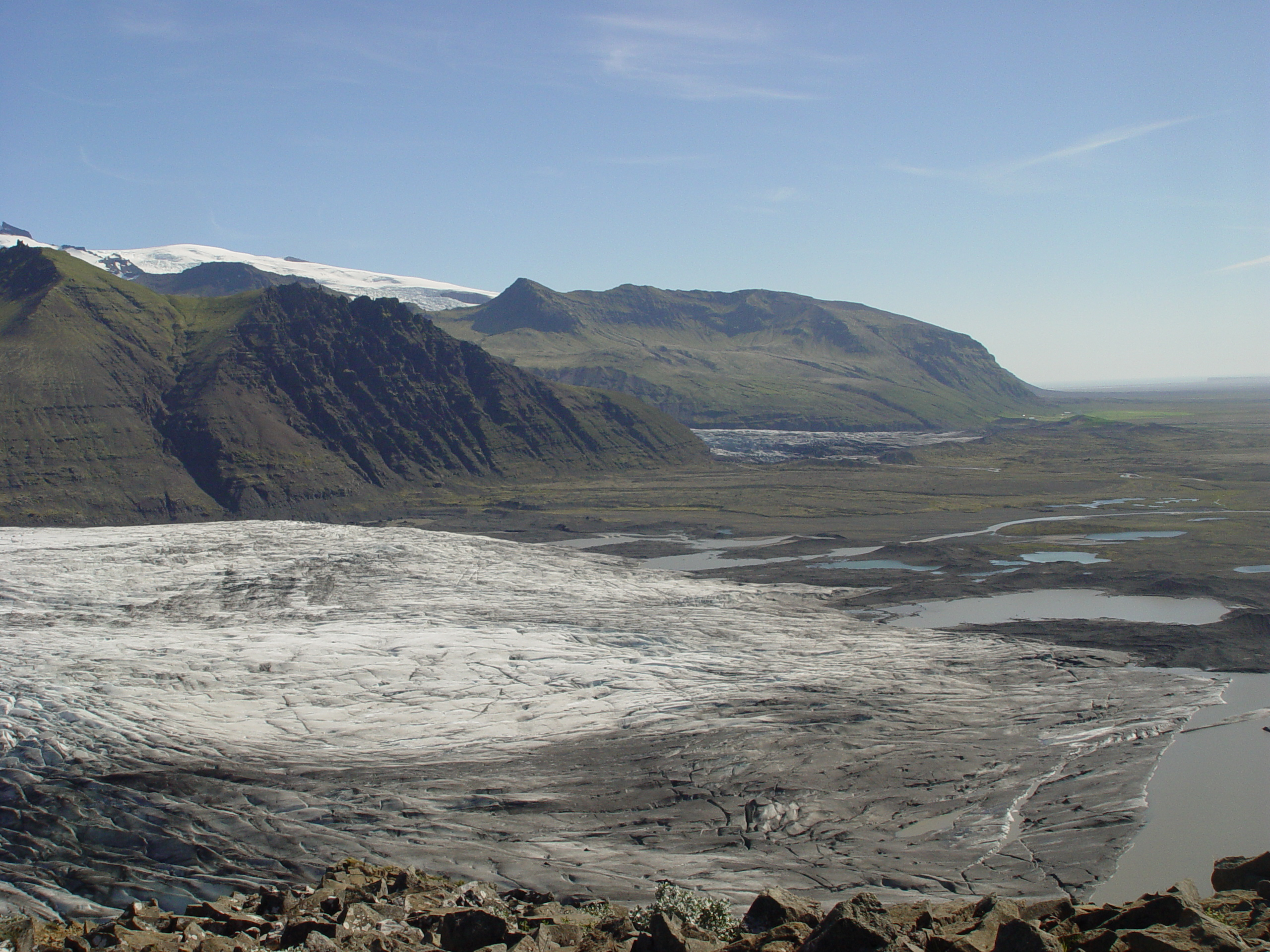
Ледник Скафтафедль летом

Ска́фтафедль (исл. Skaftafell) — национальный парк на юге Исландии, расположен между городками Киркьюбайярклёйстюром и Хёбном.
Национальный парк основан 15 сентября 1967 года, после чего его границы дважды расширялись. Сегодня его площадь составляет около 4807 км², это второй по величине национальный парк в Исландии. На его территории находятся долина Морсаурдалюр, гора Кристинартиндар, ледник Скафтафедльсйёкюдль (отрог большого ледника Ватнайёкюдль) и вулкан Лаки.
Ландшафт аналогичен ландшафту Альп, однако он формировался тысячелетиями под влиянием огня (извержения вулкана Эрайвайёкюдль) и воды (ледники Скейдараурйёкюдль и Скафтафедльсйёкюдль, реки Скейдарау, Морсау и Скафтафедльсау). Вулканические извержения под ледниковой шапкой вызывали неоднократные ледниковые стоки, которые значительно подняли уровень воды в реке Скейдарау.
Скафтафедль знаменит в Исландии своим хорошим климатом, летом здесь часто бывают солнечные дни, что нетипично для юга Исландии. В парке имеется берёзовый лес, обитает множество видов птиц и песец.
Водопад Свартифосс (Чёрный водопад) спадает с уступа высотой около 12 м. Водопад получил своё название из-за чёрных базальтовых колонн позади водопада.
В средние века на месте парка существовали несколько крупных сельских хозяйств, однако они были заброшены после двух мощных извержений вулканов и последующих сходов ледников. Две сохранившиеся фермы сейчас имеют доход, в основном, от туризма. В парке имеется информационный центр и палаточный лагерь. Местность пользуется популярностью среди туристов.